# Воррен Тауншип (Нью-Джерсі)
Воррен Тауншип (англ. Warren Township) — селище (англ. township) в США, в окрузі Сомерсет штату Нью-Джерсі. Населення — 15 923 особи (2020).

## Демографія
Згідно з переписом 2010 року, у селищі мешкало 15 311 особа в 5059 домогосподарствах у складі 4287 родин. Було 5258 помешкань
Расовий склад населення:
| - 80,9 % — білих - 15,1 % — азіатів - 1,5 % — чорних або афроамериканців - 0,1 % — вихідців з тихоокеанських островів |

До двох чи більше рас належало 1,7 %. Частка іспаномовних становила 5,4 % від усіх жителів.
За віковим діапазоном населення розподілялося таким чином: 27,8 % — особи молодші 18 років, 58,8 % — особи у віці 18—64 років, 13,4 % — особи у віці 65 років та старші. Медіана віку мешканця становила 43,8 року. На 100 осіб жіночої статі у селищі припадало 95,5 чоловіків;  на 100 жінок у віці від 18 років та старших — 94,1 чоловіків також старших 18 років.
Середній дохід на одне домашнє господарство  становив 199 694 долари США (медіана — 143 833), а середній дохід на одну сім'ю — 223 934 долари (медіана — 164 657). Медіана доходів становила 110 686 доларів для чоловіків та 65 517 доларів для жінок. За межею бідності перебувало 2,9 % осіб, у тому числі 3,8 % дітей у віці до 18 років та 3,5 % осіб у віці 65 років та старших.
Цивільне працевлаштоване населення становило 7439 осіб. Основні галузі зайнятості: освіта, охорона здоров'я та соціальна допомога — 21,3 %, науковці, спеціалісти, менеджери — 15,2 %, фінанси, страхування та нерухомість — 13,7 %.